# He’s Bla-ack!
He’s Bla-ack! («Чёрный Вернулся!») — двадцатая серия двенадцатого сезона мультсериала «Гриффины». Премьерный показ состоялся 11 мая 2014 года на канале FOX.

## Сюжет
Кливленд Браун с семьей возвращается в Куахог после закрытия своего шоу. В баре ему приходится объясняться с Питером, Джо и Гленном. Но не все так гладко: дом Кливленда — настоящая катастрофа, приходится быстро все чинить и красить. Кливленд благодарит приятелей за помощь в восстановлении дома.
Крис в разговоре с Ралло разбивает вазу Донны, она же, в свою очередь, возмущена поведением Криса и устраивает ему порку. Крис рассказывает обо всем Лоис, которая считает, что никто не имеет права трогать и бить её ребёнка. Разговор с Донной усложняет ситуацию, друг друга они называют ужасными родителями. Лоис и Донна запрещают своим мужьям встречаться друг с другом.
Питер и Кливленд скучают друг без друга. После тайной встречи оба попадаются женам на глаза и оба получают выговоры от своих жён. Крис говорит, что надо помочь Донне и Лоис поладить друг с другом снова, но ничего не получается. Близится день рождения Сьюзи, дочери Джо. На празднике устраивается игра, где нужно выбрать партнера и проскакать с ним до финиша. Лоис поначалу хочет Питера взять в партнеры, но тот отказывается, заявляя, что вся эта борьба — полная чушь и что они с Кливлендом — лучшие друзья. Вместе они почти доходят до финиша, но побеждают одноногие парни. Донна и Лоис мирятся, смотря на своих мужей и их искреннюю дружбу.
Уже в баре Питер заявляет, что шоу «Гриффины» меньше смотреть не стали после ухода Кливленда. Тишина: Кливленду нечего сказать в ответ.

## Рейтинги
- Рейтинг эпизода составил 2.1 среди возрастной группы 18-49 лет.
- Серию посмотрели порядка 4.16 миллиона человек.
- Эпизод стал самым просматриваемым в эту ночь Animation Domination на FOX, победив по количеству просмотров новые серии «Симпсонов», «Бургеры Боба» и «Американского Папаши!»[1]

## Критика
Эрик Тёрм из A.V. Club присвоил эпизоду оценку B-, поясняя свой выбор: «Ванильный монтаж приятельских воспоминаний с Кливлендом и Питером (который, как я уверен, был сделан из моментов предыдущих эпизодов) был ценным как и все остальное в „Гриффинах“ в последние дни, также это отлично сработало на зрителях. Питер и Кливленд может уже никогда не будут так близки в последующих эпизодах, так что, в любом случае, хорошо, что он вернулся.»